# Verlag Peter Hopf
Der Verlag Peter Hopf ist ein deutscher Verlag mit Sitz bis 2018 in der ostwestfälischen Stadt Petershagen, seit 2018 in Minden / Nordrhein-Westfalen.

## Geschichte
Der Verlag Peter Hopf, bis zum Jahr 2009 auch unter der Abkürzung vph bekannt, wurde 1994 gegründet. Bis 1997 erschienen mehrere comicbezogene Veröffentlichungen, so z. B. eine Roman-Adaption der Comicserie Jarro von Dieter Böhm, sowie die Comicserien Talon von Thomas Knip und Die Kreuzritter von Klaus Grobys, beide im Piccolo-Comicformat.
2002 konzentrierte sich der Verlag mit seinem Relaunch auf die Herausgabe von E-Books. Das Programm bestand zu einem großen Teil aus Nachdrucken vor allem von Heftromanen und Leihbüchern – sowohl von Einzelheften wie von kompletten Serien – aus den Bereichen Science Fiction, Fantasy, Horror, Krimi, Western sowie Liebesromane. Das Programm umfasste Ende 2008 ca. 600 Titel. Darunter waren Autoren vertreten wie Dan Shocker, Earl Warren, H. G. Francis oder Alfred Wallon, mit Serien wie Larry Brent, Kommissar X oder Macabros.
Im Januar 2009 übergab der Verlag das E-Book-Sortiment "vph eBooks" an den bisherigen Redaktionsleiter Thomas Knip. Dieser führte es von 2009 bis 2015 unter dem neuen Titel "story2go" weiter.
Ab 2009 begann der Verlag (jetzt offiziell VERLAG PETER HOPF genannt) mit einer Neuausrichtung in Layout und Programm. Der Schwerpunkt des neuen Verlagsprogramms liegt seit 2011 bei Roman-Adaptionen der Piccolo-Comics der Serien Sigurd, Tibor, Nick und Falk von Hansrudi Wäscher.